# Templo de Eshmún
El templo de Eshmún  (en árabe, معبد اشمون) es un antiguo lugar de culto dedicado a Eshmún, el dios fenicio de la curación. Se encuentra en Bustan el-Sheikh, cerca del río Awali, dos kilómetros al noreste de Sidón, en el sudoeste del actual Líbano. El sitio fue ocupado entre el siglo VII a. C. y el siglo VIII, lo que sugiere una relación intensa con la cercana ciudad de Sidón. Aunque originalmente construido por mandato del rey sidonio Eshmunazar II en la época de la dinastía aqueménida (c. 529-333 a. C.) para celebrar la recuperación de la riqueza e influencia de la ciudad, el complejo del templo fue ampliado por Bodashtart, Yatan-milk y monarcas posteriores. Debido a que las obras de ampliación se extendieron a lo largo de muchos siglos, en los que se alternó la independencia con la hegemonía extranjera, el santuario presenta una gran cantidad de diferentes estilos arquitectónicos y decorativos.
El santuario consiste en una explanada y un patio limitado por una gran terraza amurallada de piedra caliza que sostiene un monumental podio que estuvo rematado por un templo de mármol dedicado al dios en estilo grecorromano con influencias persas. El antiguo santuario conserva una serie de cisternas para abluciones rituales alimentadas por canales de agua desde el «río de Asclepio» (el actual Awali) y desde el manantial sagrado de «Ydll». Estas instalaciones fueron usadas para los fines terapéuticos y purificadores que caracterizaban el culto de Eshmún. Las excavaciones en el templo han proporcionado muchos artefactos de valor, entre los que destacan especialmente los grabados con textos fenicios, que han proporcionado información valiosa sobre la historia del lugar y de la antigua Sidón.
El templo de Eshmún declinó y cayó en el olvido cuando el cristianismo reemplazó al paganismo y sus grandes bloques de piedra caliza fueron utilizados para construir estructuras posteriores. El lugar del templo fue redescubierto en 1900 por cazadores de tesoros locales, que despertaron la curiosidad de los estudiosos internacionales. Maurice Dunand, un arqueólogo francés, excavó cuidadosamente el sitio desde 1963 hasta el comienzo de la guerra civil libanesa, en 1975. Después de la retirada voluntaria de Israel del Sur del Líbano, el sitio fue rehabilitado e inscrito en la lista de candidatos a lugares Patrimonio de la humanidad.

## Culto a Eshmún
Eshmún era la deidad fenicia de la curación y la renovación de la vida. Fue una de las divinidades más importantes del Panteón fenicio y la principal divinidad masculina de Sidón. Originalmente una divinidad de la naturaleza y un dios de la vegetación primaveral, Eshmún fue equiparado a la deidad babilónica Tamuz. Su papel más tarde se amplió en el panteón fenicio, y obtuvo atributos celestes y cósmicos.
El mito de Eshmún fue relatado en el siglo VI por el filósofo neoplatónico sirio Damascio, dentro de su biografía de Isidoro de Alejandría, y en el siglo IX por el patriarca de Constantinopla Focio. Ambos narran que Eshmún, un hombre joven de Beirut, estaba cazando en el bosque cuando la diosa Astarté lo vio y quedó prendada de su belleza. La diosa acosó al joven hasta que este se mutiló con un hacha y murió. La diosa, afligida por la culpa, revivió, según el mito, a Eshmún y lo transportó a los cielos donde se convirtió en un dios celeste.
Desde una perspectiva histórica, la primera mención escrita de Eshmún está datada en el año 754 a. C., fecha de la firma del tratado entre el rey asirio Ashur-nirari V y Mati'el, rey de Arpad, en el que el dios figura como uno de los patrones del acuerdo. Eshmún fue identificado con el dios de la mitología griega Asclepio debido a la influencia helenística sobre Fenicia. Las primeras evidencias de esta equiparación proceden de monedas de Amrit y Acre datadas en el siglo III a. C. Este hecho es ejemplificado también por los nombres helenizados del río Awali, que fue apodado fluvius Asclepius y las arboledas circundantes al templo de Eshmún, conocidas como las «arboledas de Asclepio».

## Historia

Mapa de Fenicia con sus principales ciudades.

### Antecedentes
En el siglo IX a. C., el rey asirio Asurnasirpal II conquistó la actual cordillera del Líbano y sus ciudades costeras. Los nuevos soberanos exigían tributo de Sidón, junto con todas las demás ciudades de Fenicia. Estos pagos estimularon a los habitantes de la ciudad a buscar riquezas y promovió su emigración y expansión, que alcanzó su punto máximo en el siglo VIII a. C. Cuando el rey asirio Sargón II murió en 705 a. C., el rey sidonio Luli estableció una alianza con los egipcios y el reino de judá en una infructuosa rebelión contra el Imperio asirio, pero se vio obligado a huir a Kition (la moderna Lárnaca, en Chipre) con la llegada del ejército asirio, encabezada por Senaquerib, hijo y sucesor de Sargón II. Senaquerib instauró a Ittobaal en el trono de Sidón y reimpuso el tributo anual.
Abdi-Milkutti ascendió al trono de Sidón en 680 a. C. y se rebeló también contra los asirios. En respuesta, el rey asirio Asarhaddón puso sitio a la ciudad. Abdi-Milkutti fue capturado y decapitado en 677 a. C. tras un asedio de tres años, mientras que su ciudad fue destruida y renombrada como Kar-Ashur-aha-iddina («puerto de Esarhaddon»). Sidón fue despojada de su territorio, que fue otorgado a Baal I, el rey de la ciudad vecina y rival de Tiro y fiel vasallo a Esarhaddon. Baal I y Esarhaddon firmaron un tratado en el año 675 a. C. en el que se invoca a Eshmún como garante del pacto.

### Construcción

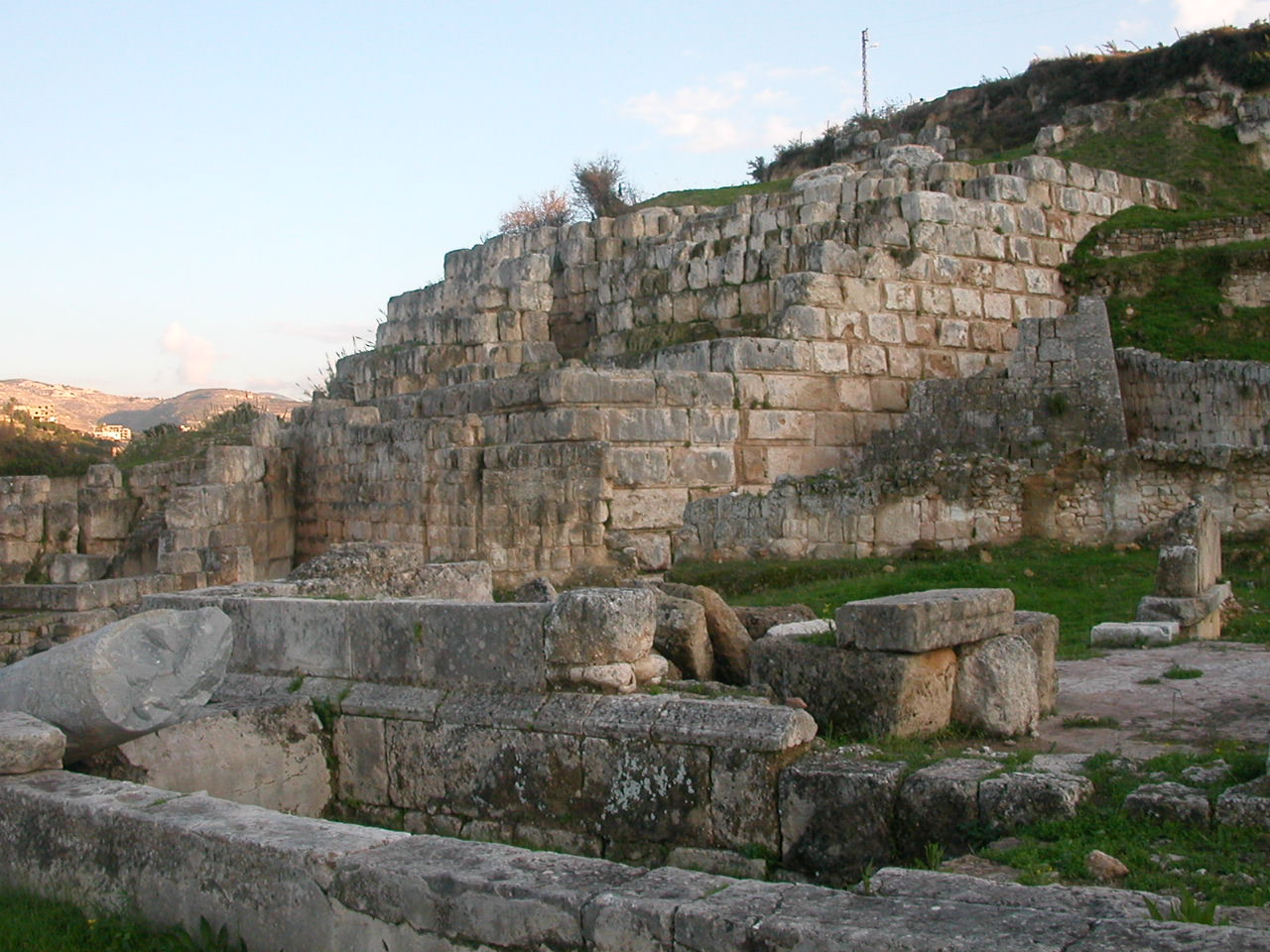
Ruinas del muro de sillería del santuario de Eshmún.

Sidón recuperó su nivel de prosperidad poco después, mientras que Tiro fue sitiada durante 13 años (586-573 a. C.) por el rey de Caldea Nabucodonosor II. No obstante, el rey sidonio siguió exiliado en la corte de Babilonia. Sidón reclamó su antigua posición como principal ciudad de Fenicia, en la época de la dinastía aqueménida (c. 529-333  a. C.). Durante este período, Jerjes I de Persia obsequió al rey Eshmunazar II con la llanura de Sharon, en agradecimiento por la aportación de la flota de Sidón a su servicio durante las guerras médicas. Eshmúnazar II quiso demostrar la riqueza e influencia recuperada mediante la construcción de numerosos templos a divinidades sidonias. Las inscripciones encontradas en su sarcófago revelan que él y su madre, Amashtarte, construyeron varios templos dedicados a los dioses de Sidón, incluyendo el templo de Eshmún en un antiguo santuario natural de medicina, la «fuente de "Ydll" cerca de la cisterna».
Como confirman dos series de inscripciones sobre los cimientos del podium monumental, la construcción del edificio principal del santuario no comenzó hasta el reinado del rey Bodashtart. El primer conjunto de inscripciones lleva únicamente el nombre de Bodashtart, mientras que el segundo contiene su nombre y el del príncipe Yatan-milk. Una inscripción fenicia, situada tres kilómetros aguas arriba del templo, que data del año 14 de reinado de Bodashtart, alude a obras de conducción de agua desde el río Awali, a la fuente de «Ydll», para ser utilizada en rituales de ablución en el templo.

### Declive

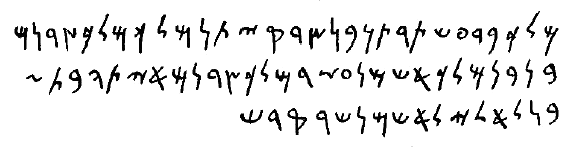
Inscripción fenicia del rey Bodashtart hallada en el podio del Templo de Eshmún, siglo IV a. C.

El santuario de Eshmún sufrió un terremoto en el siglo IV a. C., que demolió el templo de mármol en lo alto del podio. Esta estructura no fue reconstruida, pero muchas capillas y templos se unieron más tarde en la misma explanada. El templo siguió siendo un foco de peregrinaciones en el mundo antiguo hasta el advenimiento del cristianismo, cuando fue prohibido el culto a Eshmún y se construyó una iglesia cristiana en el lugar del templo, unido por una calle romana desde el estrado. Restos y pisos de mosaico de la iglesia bizantina todavía pueden contemplarse en las excavaciones. Otro terremoto sacudió Sidón alrededor del año 570. Antonino de Piacenza, un peregrino cristiano italiano, describió la ciudad como parcialmente en ruinas. Durante años después de la desaparición del culto de Eshmún, el sitio del santuario fue utilizado como cantera. El emir Fakhr-al-Din II utilizó sus enormes bloques para construir un puente sobre el río Awali en el siglo XVII y el santuario cayó progresivamente en el olvido.

### Redescubrimiento

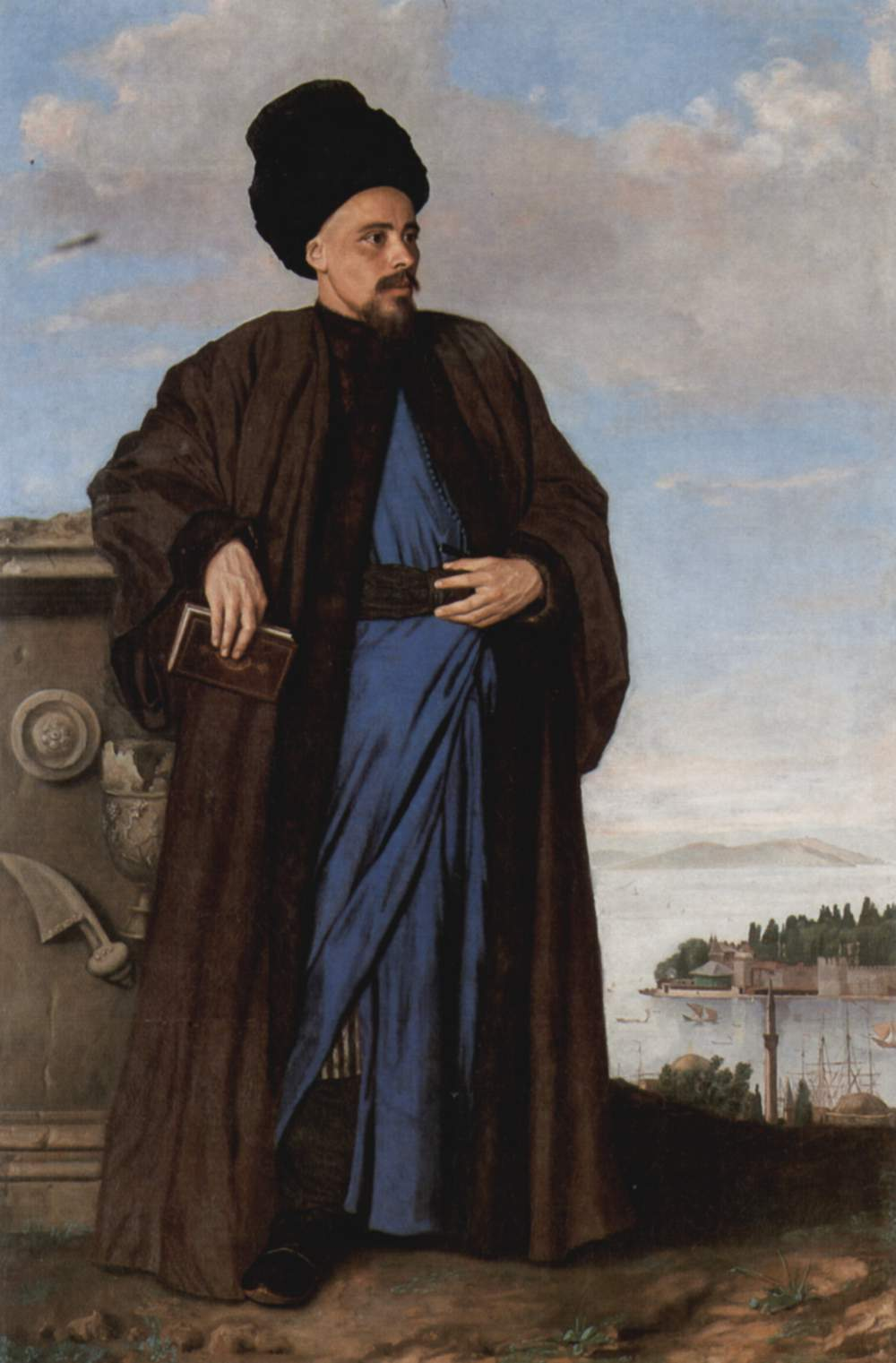
Richard Pococke con vestiduras orientales, por Jean-Étienne Liotard, 1738.

Entre 1737 y 1742, Richard Pococke, un antropólogo británico, hizo una expedición por Oriente Medio y escribió acerca de lo que él pensó que constituían las ruinas de una muralla defensiva construida con bloques de piedra de 3,7 metros de largo cerca del río Awali. Cuando el orientalista francés Ernest Renan visitó el área en 1860, se dio cuenta de que los de pilares del puente sobre el Awali estaban fabricados con bloques finamente almohadillados procedentes de una estructura anterior. También señaló en su informe, la Misión de Phénicie, que un cazador de tesoros local le habló de un gran edificio cerca del puente sobre el Awali.
En 1900, cazadores de tesoros locales clandestinos excavaron al azar la explanada del santuario de Eshmún y descubrieron inscripciones talladas en las paredes del templo. Este descubrimiento despertó el interés de Theodore Macridy, conservador del Museo de Constantinopla, que limpió los restos del templo entre 1901 y 1903. Wilhelm Von Landau también excavó el sitio entre 1903 y 1904. En 1920, Gaston Contenau lideró un equipo de arqueólogos que reconocieron todo el complejo del templo. La primera excavación arqueológica extensa, que reveló completamente el templo de Eshmún fue realizada por Maurice Dunand entre 1963 y 1975. Las evidencias arqueológicas muestran que el lugar fue ocupado desde el siglo VII a. C. hasta el siglo VIII.

### Después de 1975
Durante la guerra civil libanesa y la ocupación israelí del sur del Líbano, el sitio del templo fue descuidado e invadido por la vegetación; El yacimiento fue de nuevo despejado y recuperó su condición de excavación arqueológica tras la retirada israelí. Hoy en día se puede visitar el santuario de Eshmún todo el año. El lugar tiene una importancia arqueológica particular, ya que es el mejor yacimiento fenicio conservado en el Líbano. Se incluyó en la lista tentativa de Patrimonio de la Humanidad de la Unesco el 1 de julio de 1996.
En la literatura, el templo de Eshmún aparece en la novela de Nabil Saleh, The Curse of Ezekiel (2009), como escenario donde Bomílcar se enamora y rescata a la princesa Chiboulet de uno de los sacerdotes del templo.

## Ubicación

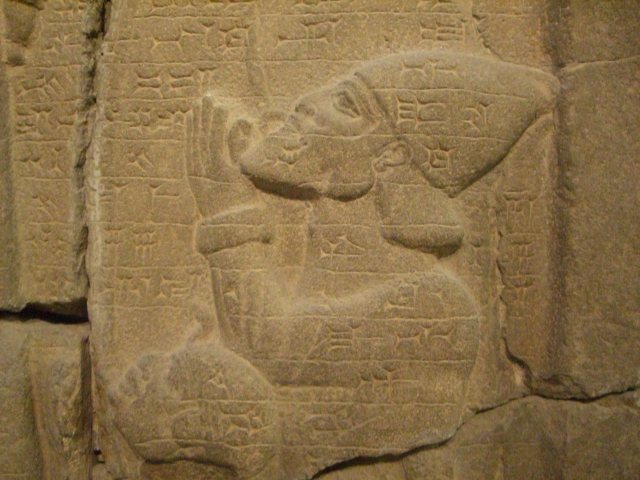
Estela con caracteres cuneiformes de Asarhaddón.

Varios textos antiguos mencionan el templo de Eshmún y su ubicación. Las inscripciones fenicias en el sarcófago de Eshmunazar II, conmemoran la construcción de una «casa» para el «Príncipe Santo» Eshmún por el rey y su madre, la reina Amashtart, en la «fuente de "Ydll" cerca de la cisterna». Dionisio Periegeta, un griego y escritor de viajes, localizó el templo de Eshmún cerca del río Bostrenos, mientras que Antonino de Piacenza, en el siglo VI, lo sitúa cerca del río (fluvius) de Asclepio. Estrabón, en su Geographica, y otras fuentes fenicias describen el santuario y sus alrededores como los «bosques sagrados de Asclepio».
Situado 40 kilómetros al sur de Beirut y dos kilómetros al noreste de Sidón, el templo de Eshmún se encuentra en la orilla sur de la actual río Awali, anteriormente conocido como Bostrenos o Asclepio fluvius. Una arboleda de cítricos, conocida como Bustan el-Sheikh (en árabe: بستان الشيخ‎, «la arboleda del jeque»), ocupan los antiguos «bosques sagrados de Asclepio».

## Arquitectura y descripción

### Período babilonio y persa

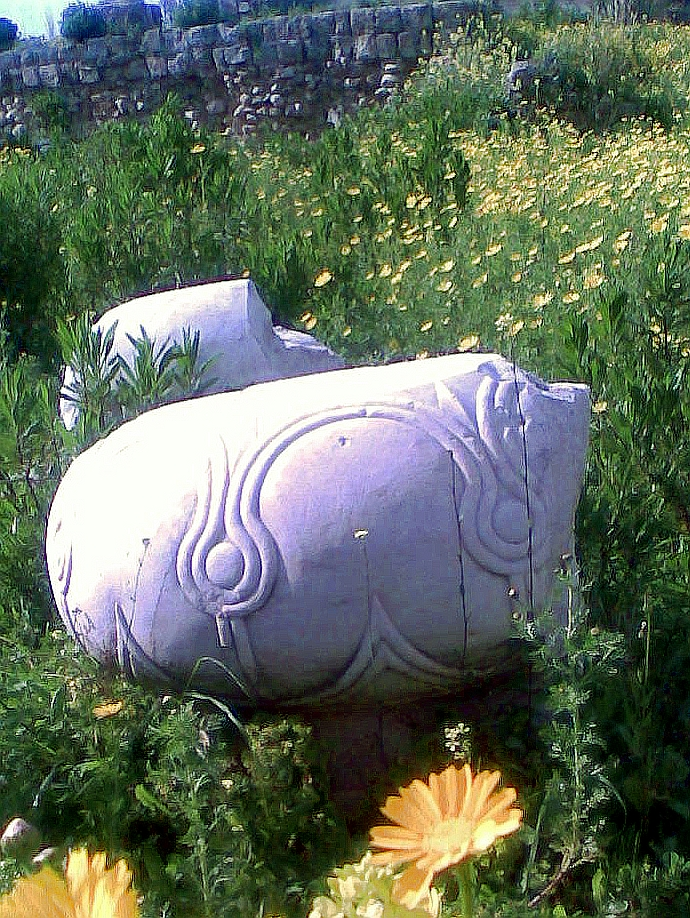
Basa de mármol blanco con decoraciones circulares de estilo babilónico procedente del templo y abandonada en Bustan el-Sheikh.

Construida bajo el dominio babilónico (605-359 a. C.), el monumento más antiguo en el yacimiento es un edificio piramidal parecido a un zigurat que incluye una rampa de acceso a una cisterna de agua. Fragmentos de las basas de las columnas de mármol con molduras de toros y columnas polifacéticas que se encuentran al este del podium también se atribuyen a la era babilónica. La estructura piramidal fue sustituida durante el gobierno persa por un podio de sillería construido a partir de bloques de piedra caliza que miden más de tres metros de largo y uno de alto y ancho, colocados horizontalmente. El podio tiene una altura de 22 metros, se sitúa sobre una ladera de otros cincuenta y cuenta con una amplia fachada, de setenta metros. La terraza en lo alto del podium estuvo cubierta por un templo de mármol de estilo griego probablemente construido por artesanos jónicos alrededor del 500 a. C. El templo de mármol ha quedado reducido a unos pocos fragmentos debido al robo de piedra a lo largo de los siglos.

### Período helenístico

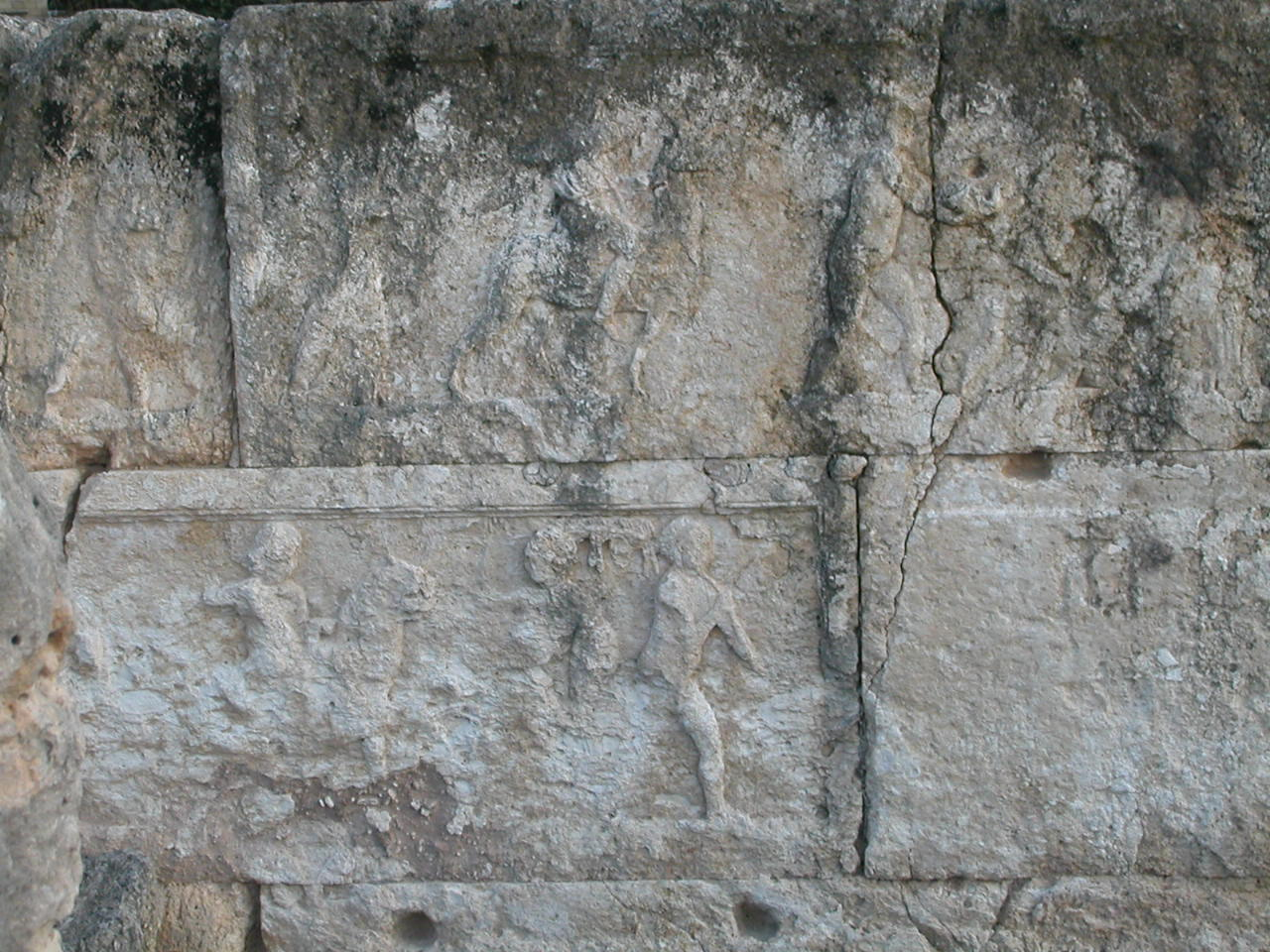
Algunos de los relieves de estilo helenístico conservados en el yacimiento arqueológico.

Durante el período helenístico, el santuario se extendió desde la base del podio a todo el valle. Al este de la base del podium se encuentra una gran capilla de 10,5 por 11,5 metros, que data del siglo IV a. C. La capilla fue adornada con pavimento y un gran trono de piedra tallada en un único bloque de granito de estilo egipcio. Flanqueado por dos figuras de esfinges y rodeado por dos esculturas de leones, el trono, dedicado a la diosa fenicia Astarté, descansa contra la pared de la capilla, que se adorna con esculturas de escenas de caza. El recipiente de Astarté, utilizado para las purificaciones rituales, está en la actualidad lleno de fragmentos de tierra y restos de estatuas. La base occidental del podio alberga otra capilla del siglo IV a. C., centrada alrededor de un capitel con un toro prótomo conservado en el Museo Nacional de Beirut.
Al noreste del yacimiento principal se encuentra otro templo del siglo III a. C., adyacente a la capilla de Astarté. Su fachada, de 22 metros, está construida con bloques de piedra caliza grandes y muestra una decoración en dos registros que ilustran una bacanal en honor de Dioniso, el dios griego del vino. Entre los relieves de templo, uno muestra a un hombre que intenta apoderarse de un gallo grande, el animal más común en los sacrificios en honor de Eshmún-Asclepio.

### Período romano

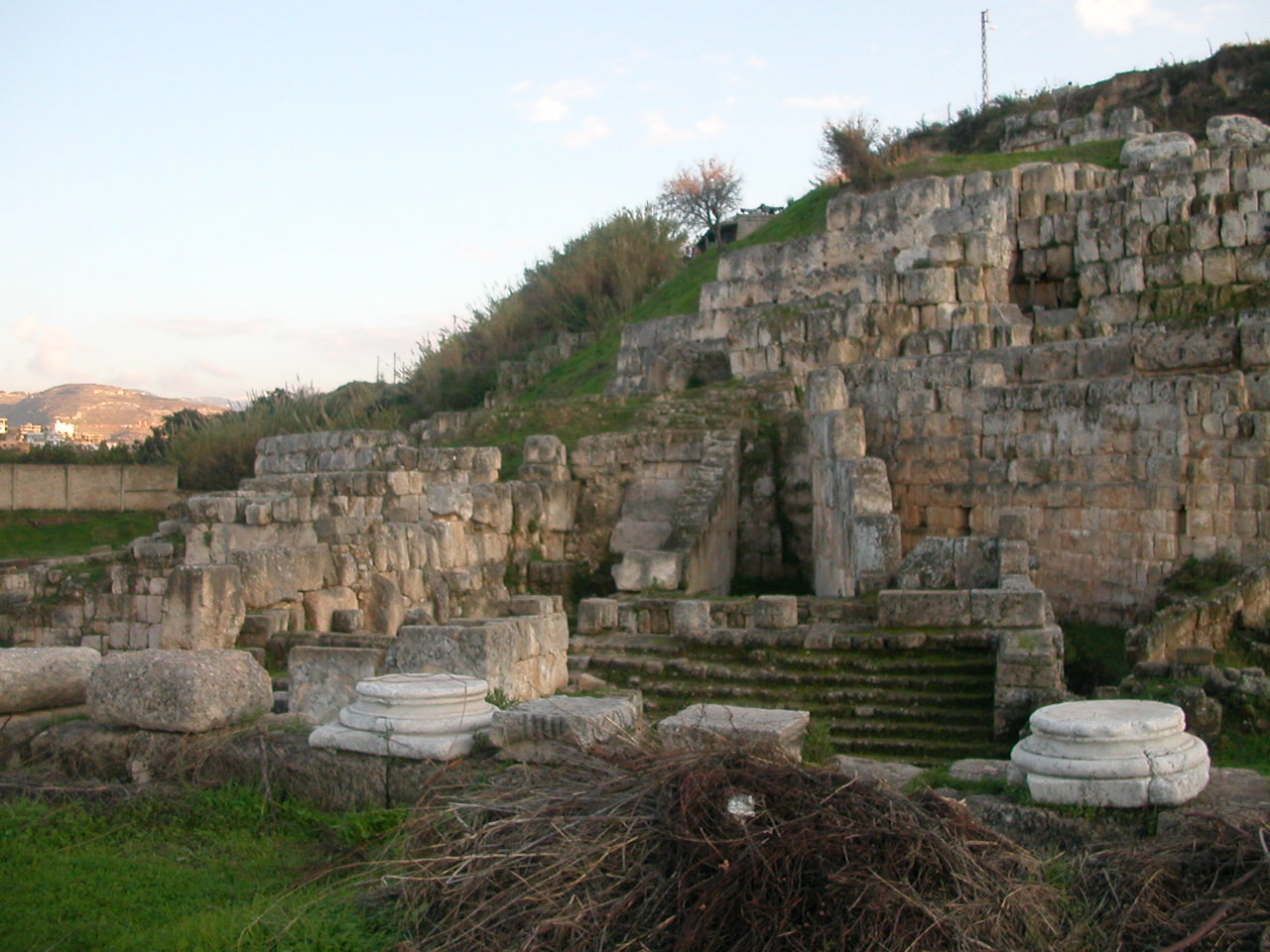
Restos de época romana en el santuario.

Vestigios posteriores datan de la época romana e incluyen una calzada con columnas entre las que se montaban tiendas. De las grandes columnas de mármol bordeando la calzada sólo se conservan algunos fragmentos y basas. Los romanos también construyeron una escalera monumental adornada con patrones de mosaico que conduce a la parte superior del podio. A la derecha de la calzada romana, cerca de la entrada al yacimiento principal, se encuentra un ninfeo con nichos donde se colocaban estatuas de las ninfas. La planta del ninfeo está cubierta por un mosaico que representa a las Ménades. A través de la carretera con columnas, están las ruinas de una villa romana, de la que sólo se conserva el patio junto con los restos de un mosaico que representa las cuatro estaciones. A la derecha de la escalera procesional existe un altar cúbico, también de construcción romana. Otras estructuras del periodo romano son dos columnas de un gran pórtico que conducía a las piscinas y otras instalaciones de culto.

### Canalización de agua
El complejo del templo de Eshmún dispone de una elaborada instalación hidráulica, una compleja canalización de agua del manantial «Ydll» que se compone de un sistema intrincado de canales, una serie de cisternas de retención, lugares para las abluciones sagradas y piscinas pavimentadas. Este sistema demuestra la importancia de las abluciones rituales en los cultos terapéuticos fenicios.

### Tribuna de Eshmún

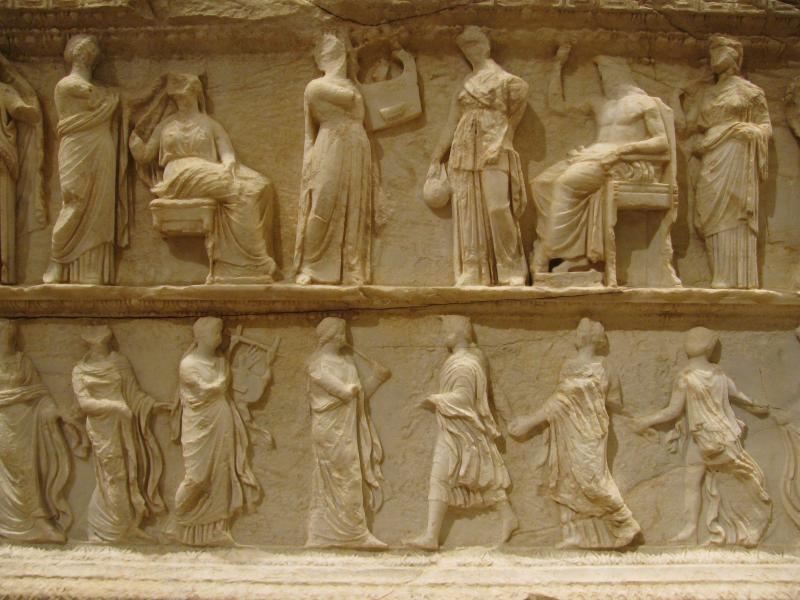
Relieves en el altar del templo, llamado «tribuna de Eshmún», con representación de deidades de la mitología griega.

Generalmente conocido como la «tribuna de Eshmún» debido a su forma, el altar de Eshmún es una estructura de mármol blanca que data del siglo IV a. C. Tiene 2,15 metros largo por 2,26 de ancho y 2,17 de alto. Desenterrado en 1963 por Maurice Dunand, se encuentra sobre un zócalo de piedra caliza revestido con bloques de mármol que descansa contra un muro de retención de las aguas circundantes. El altar está adornado con relieves de estilo helenístico y está enmarcado por molduras decorativas, una de los cuales divide el altar en dos registros diferentes, pero de composición simétrica, con representación de personajes de la mitología griega.
El registro superior representa a 18 deidades griegas, incluyendo a dos carros que rodean al dios griego Apolo, que es representado tocando una cítara. El registro inferior representa a Dioniso, que lleva su thiasos en un baile a la música de gaitas y otros instrumentos. La tribuna se encuentra en el Museo Nacional de Beirut.

## Función
El culto de Eshmún disfrutó de una particular importancia en Sidón desde que se convirtió en la principal deidad, aproximadamente a partir del año 500 a. C. Aparte del santuario extramuros en Bustan el-Sheikh, Eshmún también tuvo un templo dentro de la ciudad. El templo extramuros se asoció con la purificación y la curación, sobre todo mediante abluciones rituales de purificación realizados en las piscinas sagradas del santuario, alimentadas con agua corriente del río de Asclepio y del manantial «Ydll», que se consideraba tenía un carácter sagrado y propiedades terapéuticas.
Las presuntas curaciones de Eshmún se combinaron con los poderes de fertilidad de su consorte divina, Astarté, cuyo culto se realizaba en la capilla pavimentada anexa al santuario principal. Peregrinos de todo el mundo antiguo acudieron al templo de Eshmún dejando exvotos, pinax y otras ofrendas votivas como prueba de su devoción y su cura. Es evidente que desde el siglo III a. C. en adelante se procuró helenizar el culto a Eshmún al asociarle con su homólogo griego Asclepio, mediante el cual el santuario conservó su función curativa.

## Artefactos y hallazgos

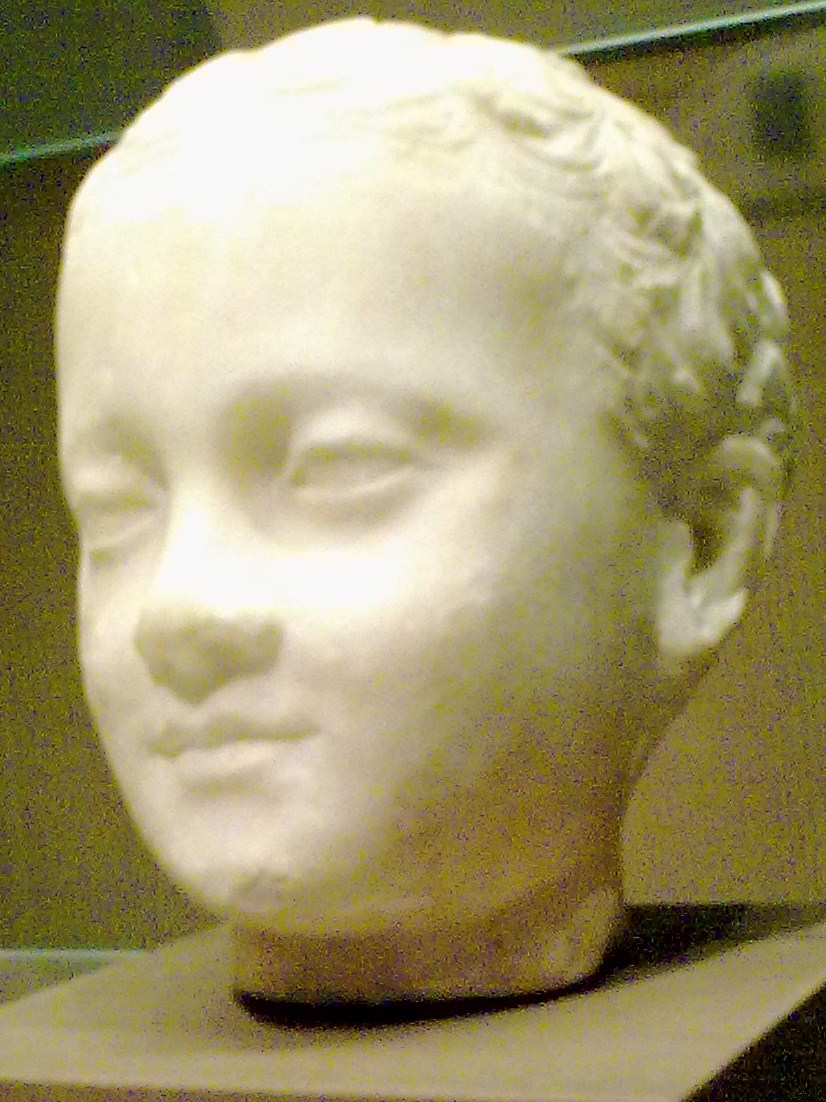
Cabeza votiva de mármol representando a un niño encontrada en el yacimiento, datada en el siglo IV a. C. y actualmente en el Museo Nacional de Beirut.

Aparte de los grandes elementos decorativos, frisos tallados y mosaicos que se dejaron in situ, en las excavaciones fueron recuperados muchos artefactos, la mayor parte de ellos custodiados en la actualidad en el Museo Nacional de Beirut, el Museo del Louvre o en posesión de la Dirección General de Antigüedades del Líbano. Algunos de los hallazgos más pequeños son una colección de inscritos ostraca desenterrada por Dunand que proporciona ejemplos raros de la escritura fenicia cursiva. Uno de los ostracon recuperados contiene el nombre teofórico fenicio «grtnt», que sugiere la veneración de la diosa lunar Tanit en Sidón.
También fueron recuperadas en el yacimiento del templo una serie de esculturas votivas de tamaño natural fragmentadas representando a niños pequeños con una mascota o un objeto pequeño. Entre las más conocidas está una escultura de un niño de la realeza sosteniendo una paloma con su mano derecha, con la cabeza afeitada, el torso desnudo y la parte inferior del cuerpo envuelta en una gran tela. El pedestal de esta escultura está inscrito con una dedicatoria de Baalshillem, hijo de un rey sidonio, a Eshmún, lo que ilustra la importancia del sitio para la monarquía de Sidón. Estas esculturas votivas parecen haber sido deliberadamente rotas después de su dedicación a Eshmún y, a continuación, ceremoniosamente arrojadas en el canal sagrado, probablemente simulando el sacrificio del niño enfermo. Todas estas esculturas representan a niños. Un busto de piedra caliza de 31,5 × 27 cm de un kurós que data del siglo VI a. C. se encontró en las excavaciones, pero a diferencia de los kouroi griegos arcaicos esta escultura no está desnuda.
Entre los hallazgos más notables destaca una placa de oro que muestra una serpiente enrollada en un bastón, un símbolo helénico de Eshmún, y un altar de granito que lleva el nombre del faraón de Egipto Acoris. Este regalo es prueba de las buenas relaciones entre el faraón y los reyes de Sidón.
La reputación del santuario fue de gran alcance. Peregrinos chipriotas de Pafos dejaron huellas de su devoción a Astarté en una estela de mármol inscrita en griego y en silabario chipriota en el santuario de Astarté, actualmente custodiada por la Dirección General de Antigüedades del Líbano.

## Saqueo
Los cazadores de tesoros han saqueado el templo de Eshmún desde la antigüedad. Alrededor de 1900 artefactos con inscripciones fenicias hallados en el templo fueron distribuidos en los mercados de antigüedades en Beirut, donde despertó el interés de las autoridades otomanas, que promovió una serie de excavaciones arqueológicas.
Durante la guerra civil, a petición del director general de antigüedades del Líbano, Maurice Chehab, Maurice Dunand trasladó más de 2000 artefactos de Sidón a una cámara subterránea en el Castillo cruzado de Biblos, treinta kilómetros al norte de Beirut. En 1981, el depósito fue saqueado y alrededor de 600 esculturas y elementos arquitectónicos fueron robados y sacados del Líbano. Rolf Stucky, exdirector del Instituto de Arqueología Clásica de Basilea afirmó durante una conferencia en Beirut en diciembre de 2009 la identificación con éxito y devolución de ocho esculturas robadas al Museo nacional libanés.

## Notas

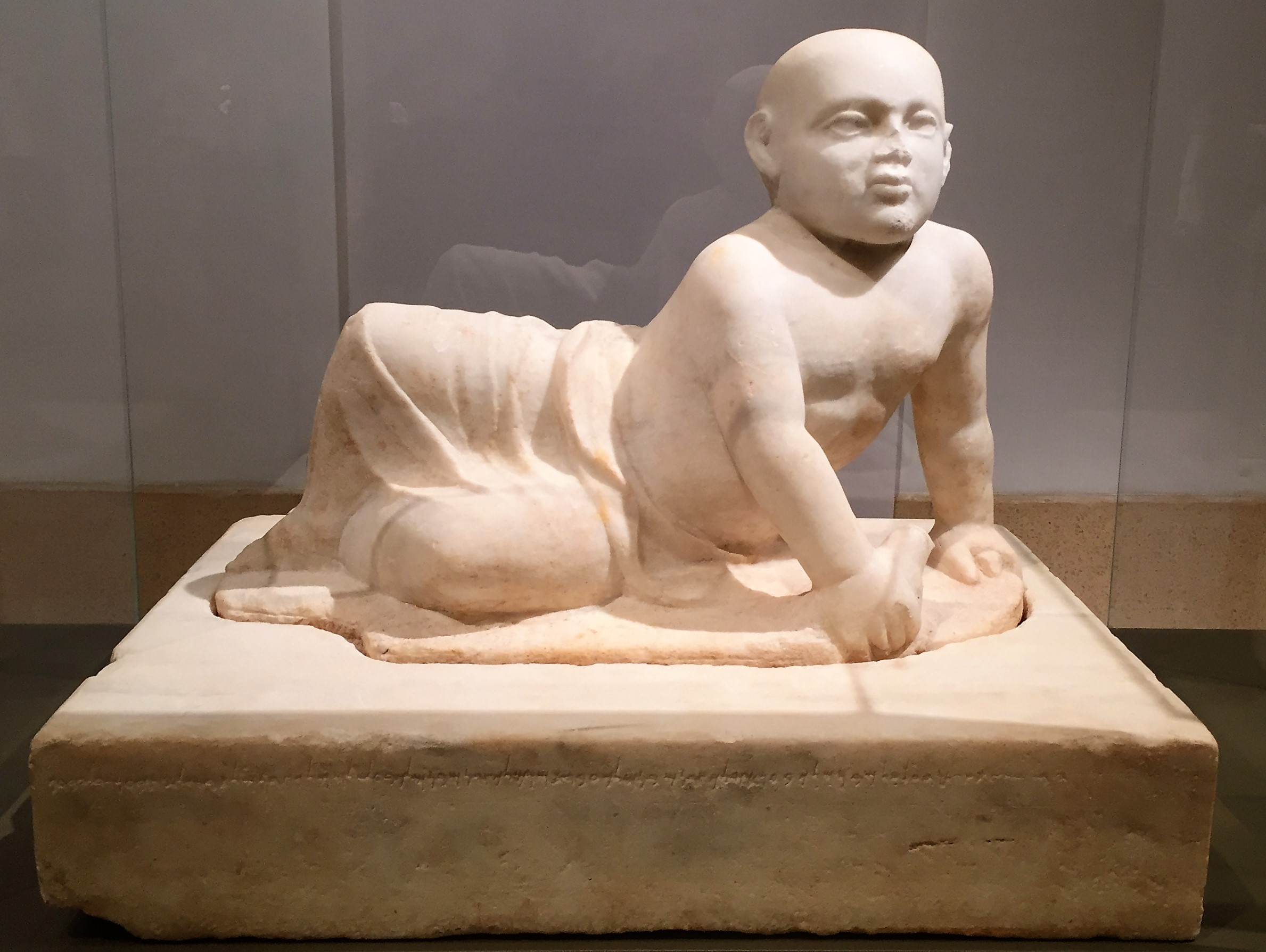
Estatua votiva de mármol de un niño de la realeza, probablemente Abdashtart I, con inscripción en lengua fenicia, hallada en el santuario de Eshmún y datada c. 400 a. C.